# Groupe C du Championnat d'Europe de basket-ball 2013
Les rencontres du Groupe C du Championnat d'Europe de basket-ball 2013 se déroulent entre le 4 et le 9 septembre 2013, à la Zlatorog Arena de Celje en Slovénie.
Le groupe est composé des équipes nationales suivantes : Espagne (2e nation mondiale au classement de la FIBA), Slovénie (14e mondiale), Croatie (16e mondiale), Pologne (40e mondiale), Géorgie (50e mondiale) et République tchèque (61e mondiale). Les trois premières équipes sont qualifiées pour le second tour (dans le groupe F en compagnie des trois premiers du groupe D).

## Format de la compétition
Chaque équipe marque deux points en cas de victoire, un point en cas de défaite et de défaite par défaut (si l'équipe est réduite à moins de deux joueurs sur le terrain) et zéro point en cas de forfait (impossibilité pour une équipe d'aligner cinq joueurs au départ du match).
Pour départager les équipes à la fin des matchs de poules en cas d'égalité de points, les critères de la FIBA sont appliqués (dans l'ordre) :
1. résultat des matchs particuliers entre les équipes concernées ;
2. différence entre points marqués et encaissés entre les équipes concernées ;
3. différence entre points marqués et encaissés de tous les matchs joués ;
4. plus grand nombre de points marqués.

Les équipes terminant aux trois premières places sont qualifiées pour le second tour, où elles gardent les points acquis contre les autres équipes de leur groupe elles aussi qualifiées.
| Légende                           |
| --------------------------------- |
| Qualification pour le second tour |
| Élimination du championnat        |

## Classement
| Groupe C (Celje) |                    |     |   |   |     |     |      |     |
|                  | Équipe             | Pts | G | P | PP  | PC  | Diff | Dép |
| 1                | Espagne            | 9   | 4 | 1 | 369 | 269 | +100 | +28 |
| 2                | Croatie            | 9   | 4 | 1 | 337 | 341 | -4   | -28 |
| 3                | Slovénie           | 8   | 3 | 2 | 347 | 344 | +3   |     |
| 4                | République tchèque | 7   | 2 | 3 | 316 | 339 | -23  |     |
| 5                | Géorgie            | 6   | 1 | 4 | 366 | 394 | -28  | +17 |
| 6                | Pologne            | 6   | 1 | 4 | 329 | 377 | -48  | -17 |

## Détails des matchs

### 4 septembre
| 4 septembre 2013 14 h 30 CEST | (en) Boxscore | Géorgie                                                     | 84-67                    | Pologne                                            |  | Zlatorog Arena, Celje Affluence : 850 Arbitres : Milivoje Jovcić Fernando Rocha Chris Dodds |
| 4 septembre 2013 14 h 30 CEST | (en) Boxscore | Score par quart-temps : 20–14, 19–8, 16–5, 29–30            |                          |                                                    |  | Zlatorog Arena, Celje Affluence : 850 Arbitres : Milivoje Jovcić Fernando Rocha Chris Dodds |
| 4 septembre 2013 14 h 30 CEST | (en) Boxscore | Viktor Sanikidze 23 Giorgi Shermadini 9 Giorgi Tsintsadze 7 | Points Rebonds Passes d. | Marcin Gortat 12 Marcin Gortat 8 Łukasz Koszarek 7 |  | Zlatorog Arena, Celje Affluence : 850 Arbitres : Milivoje Jovcić Fernando Rocha Chris Dodds |

| 4 septembre 2013 17 h 45 CEST | (en) Boxscore | Espagne                                         | 68-40                    | Croatie                                                 |  | Zlatorog Arena, Celje Affluence : 3 430 Arbitres : Olegs Latisevs Petar Obradović Gentian Cici | Sport+ |
| 4 septembre 2013 17 h 45 CEST | (en) Boxscore | Score par quart-temps : 24–9, 9–11, 16–17, 19–3 |                          |                                                         |  | Zlatorog Arena, Celje Affluence : 3 430 Arbitres : Olegs Latisevs Petar Obradović Gentian Cici | Sport+ |
| 4 septembre 2013 17 h 45 CEST | (en) Boxscore | Rudy Fernández 15 Marc Gasol 11 Ricky Rubio 7   | Points Rebonds Passes d. | Bojan Bogdanović 12 Bojan Bogdanović 7 Dontaye Draper 2 |  | Zlatorog Arena, Celje Affluence : 3 430 Arbitres : Olegs Latisevs Petar Obradović Gentian Cici | Sport+ |

| 4 septembre 2013 21 h 00 CEST | (en) Boxscore | République tchèque                                 | 60-62                    | Slovénie                                              |  | Zlatorog Arena, Celje Affluence : 4 650 Arbitres : Borys Ryjyk Omer Esteron Aleksandar Milojević |
| 4 septembre 2013 21 h 00 CEST | (en) Boxscore | Score par quart-temps : 19-21, 13-15, 14-15, 14-11 |                          |                                                       |  | Zlatorog Arena, Celje Affluence : 4 650 Arbitres : Borys Ryjyk Omer Esteron Aleksandar Milojević |
| 4 septembre 2013 21 h 00 CEST | (en) Boxscore | Jan Veselý 17 Jan Veselý 7 Jiří Welsch 5           | Points Rebonds Passes d. | Jure Balažič 11 J. Balažič, M. Begić 8 Goran Dragić 9 |  | Zlatorog Arena, Celje Affluence : 4 650 Arbitres : Borys Ryjyk Omer Esteron Aleksandar Milojević |

### 5 septembre
| 5 septembre 2013 14 h 30 CEST | (en) Boxscore | Croatie                                            | 77-76                    | Géorgie                                                      |  | Zlatorog Arena, Celje Affluence : 1 000 Arbitres : Borys Ryjyk Olegs Latisevs Aleksandar Milojevic |
| 5 septembre 2013 14 h 30 CEST | (en) Boxscore | Score par quart-temps : 17-15, 18-19, 15-18, 27-24 |                          |                                                              |  | Zlatorog Arena, Celje Affluence : 1 000 Arbitres : Borys Ryjyk Olegs Latisevs Aleksandar Milojevic |
| 5 septembre 2013 14 h 30 CEST | (en) Boxscore | Dontaye Draper 16 Krunoslav Simon 6 Ante Tomić 7   | Points Rebonds Passes d. | Giorgi Tsintsadze 25 Giorgi Shermadini 9 Giorgi Tsintsadze 5 |  | Zlatorog Arena, Celje Affluence : 1 000 Arbitres : Borys Ryjyk Olegs Latisevs Aleksandar Milojevic |

| 5 septembre 2013 17 h 45 CEST | (en) Boxscore | Pologne                                              | 68-69                    | République tchèque                        |  | Zlatorog Arena, Celje Affluence : 1 320 Arbitres : Petar Obradović Gentian Cici Chris Dodds |
| 5 septembre 2013 17 h 45 CEST | (en) Boxscore | Score par quart-temps : 25–12, 13–22, 11–16, 19–19   |                          |                                           |  | Zlatorog Arena, Celje Affluence : 1 320 Arbitres : Petar Obradović Gentian Cici Chris Dodds |
| 5 septembre 2013 17 h 45 CEST | (en) Boxscore | Michał Ignerski 17 Marcin Gortat 9 Łukasz Koszarek 5 | Points Rebonds Passes d. | Jan Veselý 23 Jan Veselý 14 Jiří Welsch 7 |  | Zlatorog Arena, Celje Affluence : 1 320 Arbitres : Petar Obradović Gentian Cici Chris Dodds |

| 5 septembre 2013 21 h 00 CEST | (en) Boxscore | Slovénie                                          | 78-69                    | Espagne                                   |  | Zlatorog Arena, Celje Affluence : 5 200 Arbitres : Fernando Rocha Milivoje Jovčić Jurgis Laurinavičius |
| 5 septembre 2013 21 h 00 CEST | (en) Boxscore | Score par quart-temps : 9–14, 16–19, 27–18, 26–18 |                          |                                           |  | Zlatorog Arena, Celje Affluence : 5 200 Arbitres : Fernando Rocha Milivoje Jovčić Jurgis Laurinavičius |
| 5 septembre 2013 21 h 00 CEST | (en) Boxscore | Goran Dragić 18 Goran Dragić 6 Goran Dragić 7     | Points Rebonds Passes d. | Marc Gasol 17 Marc Gasol 7 Sergio Llull 5 |  | Zlatorog Arena, Celje Affluence : 5 200 Arbitres : Fernando Rocha Milivoje Jovčić Jurgis Laurinavičius |

### 7 septembre
| 7 septembre 2013 14 h 30 CEST | (en) Boxscore | Espagne                                          | 60-39                    | République tchèque                              |  | Zlatorog Arena, Celje Affluence : 2 150 Arbitres : Borys Ryjyk Fernando Rocha Aleksandar Milojevic |
| 7 septembre 2013 14 h 30 CEST | (en) Boxscore | Score par quart-temps : 18-7, 15-18, 14-12, 13-2 |                          |                                                 |  | Zlatorog Arena, Celje Affluence : 2 150 Arbitres : Borys Ryjyk Fernando Rocha Aleksandar Milojevic |
| 7 septembre 2013 14 h 30 CEST | (en) Boxscore | Rudy Fernández 14 Marc Gasol 10 José Caldéron 4  | Points Rebonds Passes d. | Pumprla, Veselý 7 Jan Veselý 14 Trois joueurs 2 |  | Zlatorog Arena, Celje Affluence : 2 150 Arbitres : Borys Ryjyk Fernando Rocha Aleksandar Milojevic |

| 7 septembre 2013 17 h 45 CEST | (en) Boxscore | Croatie                                            | 74-70                    | Pologne                                                 |  | Zlatorog Arena, Celje Affluence : 3 500 Arbitres : Milivoje Jovčić Jurgis Laurinavičius Omer Esteron |
| 7 septembre 2013 17 h 45 CEST | (en) Boxscore | Score par quart-temps : 24–12, 17–20, 21–17, 12–21 |                          |                                                         |  | Zlatorog Arena, Celje Affluence : 3 500 Arbitres : Milivoje Jovčić Jurgis Laurinavičius Omer Esteron |
| 7 septembre 2013 17 h 45 CEST | (en) Boxscore | Bojan Bogdanović 23 Ante Tomić 9 Ukić, Simon 6     | Points Rebonds Passes d. | Michał Ignerski 22 Michał Ignerski 12 Łukasz Koszarek 6 |  | Zlatorog Arena, Celje Affluence : 3 500 Arbitres : Milivoje Jovčić Jurgis Laurinavičius Omer Esteron |

| 7 septembre 2013 21 h 00 CEST | (en) Boxscore | Géorgie                                                  | 68-72                    | Slovénie                                         |  | Zlatorog Arena, Celje Affluence : 4 580 Arbitres : Olegs Latisevs Petar Obradović Chris Dodds |
| 7 septembre 2013 21 h 00 CEST | (en) Boxscore | Score par quart-temps : 19–13, 13–31, 14–10, 22–18       |                          |                                                  |  | Zlatorog Arena, Celje Affluence : 4 580 Arbitres : Olegs Latisevs Petar Obradović Chris Dodds |
| 7 septembre 2013 21 h 00 CEST | (en) Boxscore | Ricky Hickman 19 Viktor Sanikidze 13 Giorgi Tsintsadze 6 | Points Rebonds Passes d. | Domen Lorbek 18 Boštjan Nachbar 9 Goran Dragić 4 |  | Zlatorog Arena, Celje Affluence : 4 580 Arbitres : Olegs Latisevs Petar Obradović Chris Dodds |

### 8 septembre
| 8 septembre 2013 14 h 30 CEST | (en) Boxscore | Pologne                                                | 53-89                    | Espagne                                    |  | Zlatorog Arena, Celje Affluence : 2 200 Arbitres : Olegs Latisevs Petar Obradović Chris Dodds |
| 8 septembre 2013 14 h 30 CEST | (en) Boxscore | Score par quart-temps : 5-25, 8-24, 17-27, 23-13       |                          |                                            |  | Zlatorog Arena, Celje Affluence : 2 200 Arbitres : Olegs Latisevs Petar Obradović Chris Dodds |
| 8 septembre 2013 14 h 30 CEST | (en) Boxscore | Przemysław Zamojski 11 Trois joueurs 6 Trois joueurs 2 | Points Rebonds Passes d. | Gasol, Rubio 15 Marc Gasol 6 Ricky Rubio 5 |  | Zlatorog Arena, Celje Affluence : 2 200 Arbitres : Olegs Latisevs Petar Obradović Chris Dodds |

| 8 septembre 2013 17 h 45 CEST | (en) Boxscore | République tchèque                                 | 95-79                    | Géorgie                                                      |  | Zlatorog Arena, Celje Affluence : 1 290 Arbitres : Milivoje Jovčić Jurgis Laurinavičius Gentian Cici |
| 8 septembre 2013 17 h 45 CEST | (en) Boxscore | Score par quart-temps : 26–15, 28–20, 21–19, 20–25 |                          |                                                              |  | Zlatorog Arena, Celje Affluence : 1 290 Arbitres : Milivoje Jovčić Jurgis Laurinavičius Gentian Cici |
| 8 septembre 2013 17 h 45 CEST | (en) Boxscore | Jan Veselý 27 Jan Veselý 10 Tomáš Satoranský 7     | Points Rebonds Passes d. | Tsintsadze, Markoishvili 20 Shermadini 9 Giorgi Tsintsadze 6 |  | Zlatorog Arena, Celje Affluence : 1 290 Arbitres : Milivoje Jovčić Jurgis Laurinavičius Gentian Cici |

| 8 septembre 2013 21 h 00 CEST | (en) Boxscore | Slovénie                                                     | 74-76                    | Croatie                                           | OT | Zlatorog Arena, Celje Affluence : 4 640 Arbitres : Fernando Rocha Borys Ryjyk Aleksandar Milojević | Sport+ |
| 8 septembre 2013 21 h 00 CEST | (en) Boxscore | Score par quart-temps : 20-17, 21-18, 16-20, 8-10, OT : 9-11 |                          |                                                   | OT | Zlatorog Arena, Celje Affluence : 4 640 Arbitres : Fernando Rocha Borys Ryjyk Aleksandar Milojević | Sport+ |
| 8 septembre 2013 21 h 00 CEST | (en) Boxscore | Goran Dragić 23 Trois joueurs 8 Goran Dragić 5               | Points Rebonds Passes d. | Bojan Bogdanović 24 Ante Tomić 15 Trois joueurs 3 | OT | Zlatorog Arena, Celje Affluence : 4 640 Arbitres : Fernando Rocha Borys Ryjyk Aleksandar Milojević | Sport+ |

### 9 septembre
| 9 septembre 2013 14 h 30 CEST | (en) Boxscore | Géorgie                                                           | 59-83                    | Espagne                                                      |  | Zlatorog Arena, Celje Affluence : 2 490 Arbitres : Borys Ryjyk Aleksandar Milojević Omer Esteron |
| 9 septembre 2013 14 h 30 CEST | (en) Boxscore | Score par quart-temps : 17-17, 12-24, 10-21, 20-21                |                          |                                                              |  | Zlatorog Arena, Celje Affluence : 2 490 Arbitres : Borys Ryjyk Aleksandar Milojević Omer Esteron |
| 9 septembre 2013 14 h 30 CEST | (en) Boxscore | Giorgi Shermadini 10 B. Lezhava, R. Hickman 5 Giorgi Tsintsadze 5 | Points Rebonds Passes d. | Ricky Rubio 16 M. Gasol, Xavi Rey 8 M. Gasol, S. Rodriguez 4 |  | Zlatorog Arena, Celje Affluence : 2 490 Arbitres : Borys Ryjyk Aleksandar Milojević Omer Esteron |

| 9 septembre 2013 17 h 45 CEST | (en) Boxscore | Croatie                                           | 70-53                    | République tchèque                                |  | Zlatorog Arena, Celje Affluence : 2 910 Arbitres : Fernando Rocha Olegs Latisevs Petar Obradović |
| 9 septembre 2013 17 h 45 CEST | (en) Boxscore | Score par quart-temps : 16-17, 16-16, 15-9, 23-11 |                          |                                                   |  | Zlatorog Arena, Celje Affluence : 2 910 Arbitres : Fernando Rocha Olegs Latisevs Petar Obradović |
| 9 septembre 2013 17 h 45 CEST | (en) Boxscore | Ante Tomić 12 Ante Tomić 9 Trois joueurs 2        | Points Rebonds Passes d. | Pavel Pumprla 19 Jan Veselý 11 Tomáš Satoranský 8 |  | Zlatorog Arena, Celje Affluence : 2 910 Arbitres : Fernando Rocha Olegs Latisevs Petar Obradović |

| 9 septembre 2013 21 h 00 CEST | (en) Boxscore | Slovénie                                           | 61-71                    | Pologne                                             |  | Zlatorog Arena, Celje Affluence : 4 590 Arbitres : Milivoje Jovcić Jurgis Laurinavicius Gentian Cici |
| 9 septembre 2013 21 h 00 CEST | (en) Boxscore | Score par quart-temps : 17-19, 11-17, 14-17, 19-18 |                          |                                                     |  | Zlatorog Arena, Celje Affluence : 4 590 Arbitres : Milivoje Jovcić Jurgis Laurinavicius Gentian Cici |
| 9 septembre 2013 21 h 00 CEST | (en) Boxscore | Domen Lorbek 13 Mirza Begić 7 Nebojša Joksimović 5 | Points Rebonds Passes d. | Thomas Kelati 21 Marcin Gortat 12 Lukasz Koszarek 8 |  | Zlatorog Arena, Celje Affluence : 4 590 Arbitres : Milivoje Jovcić Jurgis Laurinavicius Gentian Cici |

### Articles liés
1. Groupe A du Championnat d'Europe de basket-ball 2013
2. Groupe B du Championnat d'Europe de basket-ball 2013
3. Groupe D du Championnat d'Europe de basket-ball 2013